# Муса Шорманов
Муса́ Шорма́нов (каз. Мұса Шорман) — село у складі Баянаульського району Павлодарської області Казахстану. Входить до складу Сатпаєвського сільського округу.
Населення — 570 осіб (2021; 695 у 2009, 806 у 1999, 862 у 1989).
Національний склад станом на 1989 рік:
- казахи — 100 %

До 2018 року село називалось Тендік.